# (4252) Godwin
(4252) Godwin es un asteroide perteneciente al cinturón de asteroides, descubierto el 11 de septiembre de 1985 por Henri Debehogne desde el Observatorio de La Silla, Chile.

## Designación y nombre
Designado provisionalmente como 1985 RG4. Fue nombrado Godwin en homenaje a los hermanos homenaje a los hermanos “Richard Godwin” y “Robert Godwin”, escritores sobre temática espacial y miembros de sendas fundaciones espaciales.